# El Circuito, Salamanca
El Circuito är en ort i Mexiko.   Den ligger i kommunen Salamanca och delstaten Guanajuato, i den centrala delen av landet, 250 km nordväst om huvudstaden Mexico City. El Circuito ligger 1 727 meter över havet och antalet invånare är 460.
Terrängen runt El Circuito är huvudsakligen platt, men åt sydväst är den kuperad. Runt El Circuito är det ganska tätbefolkat, med 185 invånare per kvadratkilometer. Närmaste större samhälle är Salamanca, 7,0 km norr om El Circuito. Trakten runt El Circuito består till största delen av jordbruksmark.